# Erikas Tamašauskas
Erikas Tamašauskas (* 31. August 1957 in Vilnius, Litauische SSR) ist ein litauischer Politiker, ehemaliger Bürgermeister von Kaunas, stellvertretender Vorsitzender des Seimas.

## Leben
Nach dem Abitur 1975 an der 4. Mittelschule Kaunas studierte er am Kauno medicinos institutas und an der Kauno technologijos universitetas. Von 1997 bis 2000 war Direktor von UAB „Status quo“.
2000 war er erster stellvertretender Bürgermeister von Kaunas, von 2001 bis 2002 Bürgermeister von Kaunas, von 2008 bis 2012 Mitglied des Seimas, vom November 2011 stellvertretender Vorsitzender des Seimas.